# Mlimani
Mlimani ist ein Gebiet im Kinondoni Distrikt, das an den Ubungo-Distrikt angrenzt.

## Name
Mlimani bedeutet auf Deutsch „am Berg“ bzw. „auf dem Berg“. Ihren Namen hat die Region daher, dass sie das topographisch am höchsten gelegene bebaute Gebiet von Daressalam ist.

## Bekanntheit
Bekannt ist die Region Mlimani vor allem aufgrund der hier angesiedelten University of Dar es Salaam, der Mlimani City, des traditionellen Marktes Mwenge sowie der angrenzenden Lugalo-Kaserne, auf deren Grund sich ein Golfplatz befindet.

## Verkehrsanbindung
Mlimani ist derzeit (Stand 10. August 2025) nur an das Dalla-Dalla-Netz angeschlossen, jedoch ist eine Erweiterung des Mwendokasi-Netzes in Bau. Mlimani liegt nahe der New Bagamoyo Road.